# XPDL

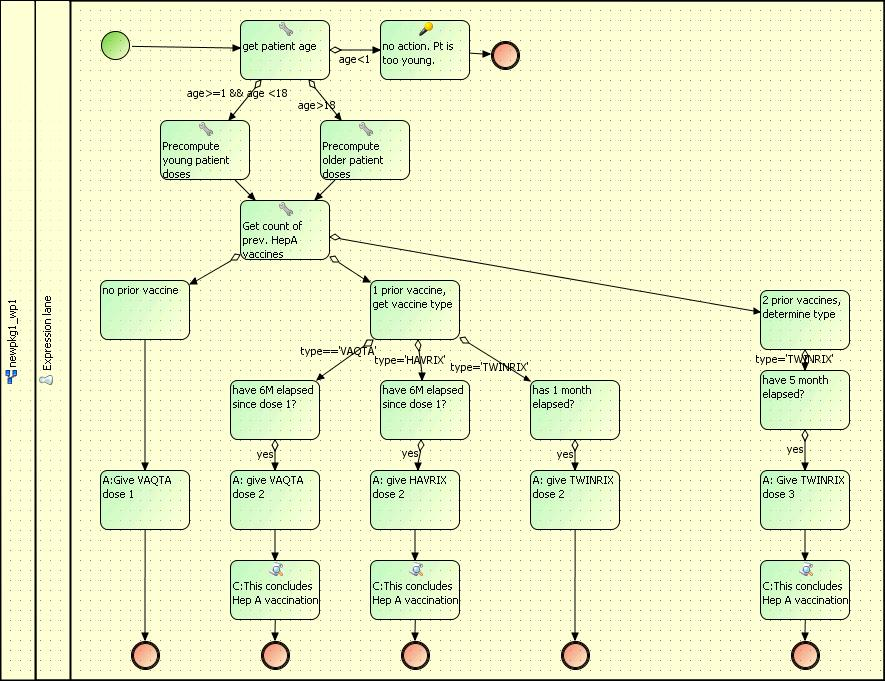
XPDL로 표현된 프로세스

XPDL(XML Process Definition Language, XML 프로세스 정의 언어)은 서로 다른 워크플로 제품 간, 즉 서로 다른 모델링 도구와 관리 제품군 간에 비즈니스 프로세스 정의를 교환하기 위해 WfMC(Workflow Management Coalition)에서 표준화한 형식이다. XPDL은 워크플로/비즈니스 프로세스의 선언적 부분을 지정하기 위한 XML 스키마를 정의한다.
XPDL은 워크플로우 비즈니스 프로세스의 그래픽과 의미 모두를 포함한 프로세스 정의를 교환하도록 설계되었다. XPDL은 현재 BPMN 다이어그램 교환에 가장 적합한 파일 형식이다. 이는 BPMN 다이어그램의 모든 측면을 저장하도록 특별히 설계되었다. XPDL에는 노드의 X 및 Y 위치뿐만 아니라 프로세스를 실행하는 데 사용되는 실행 가능한 측면과 같은 그래픽 정보를 보유하는 요소가 포함되어 있다. 이는 프로세스의 실행 가능한 측면에만 초점을 맞춘 BPEL과 XPDL을 구별한다. BPEL에는 프로세스 다이어그램의 그래픽 측면을 나타내는 요소가 포함되어 있지 않다.
XPDL은 BPMN의 XML 직렬화라고 말할 수 있다.

## 같이 보기
- 비즈니스 성과 관리
- BPMN